# Sevcsik Jenő

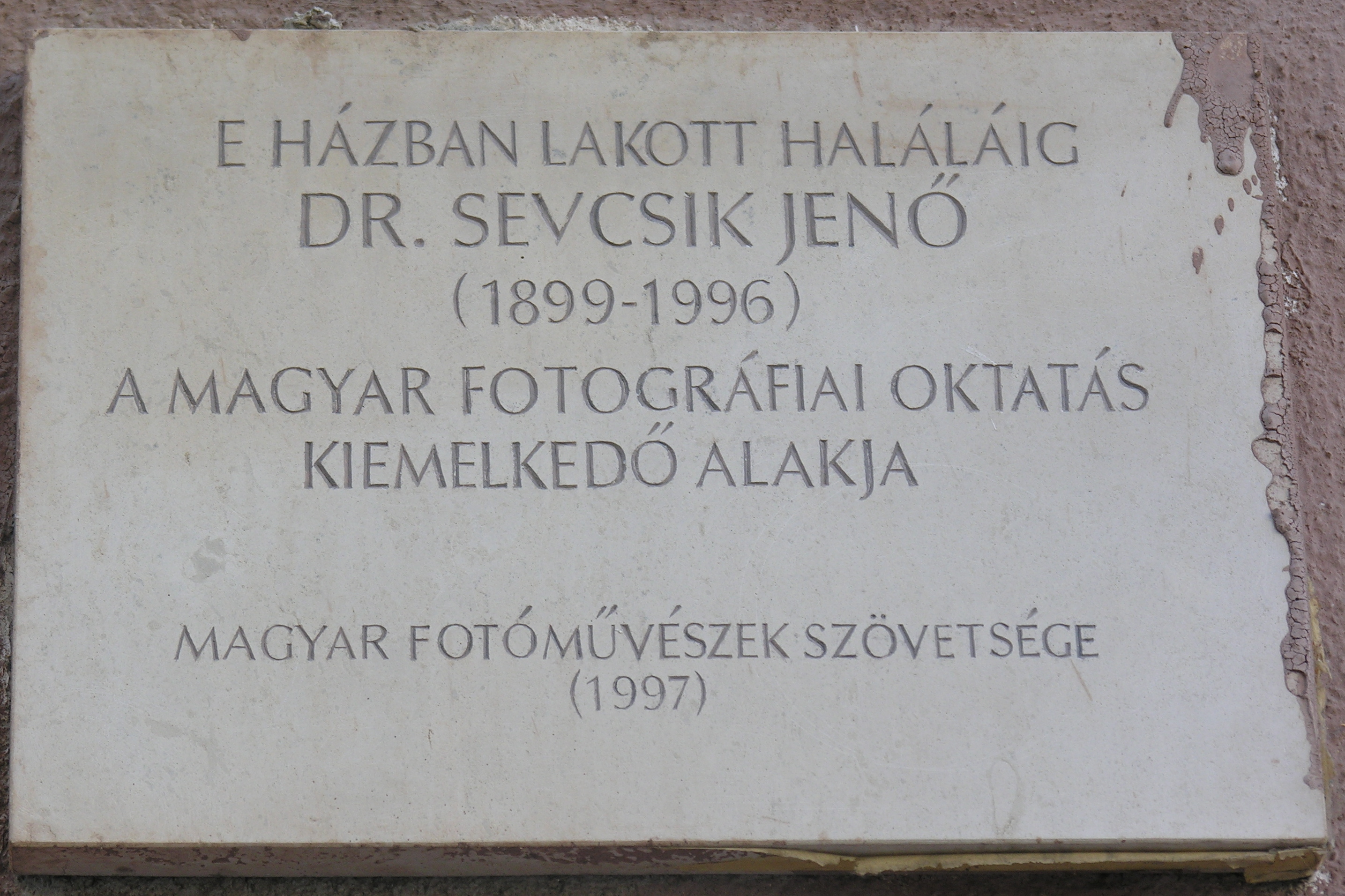
Sevcsik Jenő emléktáblája,
Budapest, II. kerület
Lövőház utca 26. (Káplár utca)

Sevcsik Jenő (Temesvár, 1899. december 25. – Budapest, 1996. január 29.) magyar fotószakíró.

## Életútja
1925-ben szerezte matematika-fizika szakos tanári diplomáját, 1926-ban doktorált. 1956-ban megalapította a Magyar Fotóművészek Szövetségét, 1958-tól tagja volt a Történeti és Múzeumi Bizottságnak, valamint az Ösztöndíj Bizottságnak, 1957-ben AFIAP, 1969-ben EFIAP, 1982-ben pedig a Magyar Alkotóművészek Országos Egyesületének tagja lett. Több évtizedig elnökölt a Műszaki Könyvkiadó Fotószakkönyv Szerkesztőségi Tanácsában, egyúttal annak tagja is volt. Állást nem sikerült szereznie, így sofőrködött, volt helyettes óraadó, s emellett a közgazdasági oklevelet is megszerezte. 1916-tól foglalkozott fényképészettel, 1932-ben fényképész segéd lett, 1949-ben pedig mester. Miután amatőrfotósként is bizonyított, a Székesfővárosi Tanács 1926-ban megbízta a fényképész tanoncokat oktatásával, s a képzés megszervezésével. 1927-től 1946-ig kereskedelmi középiskolában tanított, 1946-tól 1954-ig vezette a Képző- és Iparművészeti Gimnázium fényképész-szakosztályát. 1954 és 1960 között oktató volt különféle ipari iskolákban. Saját kiadásában publikálta első fényképészeti tárgyú tankönyvét, melyet később harminc másik kötet követett. Tanított még előadásokon, ipartestületi összejöveteleken, s a mestervizsga-bizottságban is tag volt. A második világháború során megsemmisült számos képe és felszerelésének túlnyomó része. Ezután főként a tanításnak szentelte életét, keveset fényképezett. Magyarországi fényképeszek több nemzedékének volt a tanára több mint 50 év alatt. Cikkeit közölték az alábbi lapok: a Rádió és Fotóamatőr, az Oktatófilm Közlemények, a Diákfotó, a Magyar Fotográfia, a Magyar Fényképész, a Magyar Iparosnevelés, a Fotóélet, az Új Magyar Fotó és a Fotó.

## Díjai
- 1974: Munka Érdemrend arany fokozata
- 1988: Pécsi József-díj

## Művek közgyűjteményekben
- Magyar Fotográfiai Múzeum, Kecskemét

## Könyvei
- Fényképészeti technológia, Budapest, 1929
- Fényképészeti optika és kémia, Budapest, 1933
- A fényképezés eljárásai és alkalmazásai, Budapest, 1935
- A fényképezés, Budapest, 1935
- A fényképészipar, Budapest, 1942
- Fényképész anyagismeret, Budapest, 1954
- Fényképészeti ismeretek, Budapest, 1955
- Fényképezés, Fényképészeti ismeretek [Járai Rudolffal, Zinner Erzsébettel], Budapest, 1956
- Fényképezés, Budapest, 1960
- Gyakorlati fényképezés, Budapest, 1961
- Fotólabor, Budapest, 1963
- Perspektíva és fényképezés, Budapest, 1964
- Fotóhibák [Csörgeő Tiborral], Budapest, 1966
- Fotóamatőr zsebkönyv [Sárközi Zoltánnal], Budapest, 1968
- Fotótrükkök, felvételi fogások [Chochol Károllyal], Budapest, 1971
- Fotósok zsebkönyve [Sárközi Zoltánnal, Kun Miklóssal], Budapest, 1977
- Fényképészet [Hefelle Józseffel], Budapest, 1980. Online hozzáférés